# デヴィッド・プローヴァル
デヴィッド・プローヴァル（David Aaron Proval,  1942年5月20日 - ）は、アメリカ合衆国の俳優。
ニューヨーク・ブルックリン区出身。ユダヤ系アメリカ人。母親はルーマニア・ブカレスト出身。
映画『ミーン・ストリート』、『フォー・ルームス』第2話や、テレビドラマ『ザ・ソプラノズ 哀愁のマフィア』のリッチー・アプリール役で知られる。

## 主な出演作品

### 映画
- ミーン・ストリート Mean Streets (1973)
- ウィザーズ Wizards (1977) アニメ映画、声の出演
- ヘイ・グッド・ルッキン Hey Good Lookin' (1982) アニメ映画、声の出演
- 密殺集団 The Star Chamber (1983)
- ドラキュリアン The Monster Squad (1987)
- バイス・バーザ/ ボクとパパの大逆転 Vice Versa (1988)
- シェイクダウン Shakedown (1988)
- イノセント・ブラッド Innocent Blood (1992)
- 蜘蛛女 Romeo Is Bleeding (1993)
- ショーシャンクの空に The Shawshank Redemption (1994)
- ゆかいなブレディ一家/我が家がイチバン The Brady Bunch Movie (1995)
- フォー・ルームス 第2話「ROOM 404　間違えられた男」 Four Rooms (1995)
- ジャッジ・ブロンド To the Limit (1995)
- ザ・ファントム The Phantom (1996)
- レリック The Relic (1997)
- マーシャル・ロー The Siege (1998)
- DEAN/ディーン James Dean (2001)
- ハリウッド・ゲーム The Hollywood Sign (2001)
- デンジャラス・ビューティー2 Miss Congeniality 2: Armed and Fabulous (2005)
- スモーキン・エース/暗殺者がいっぱい Smokin' Aces (2006)
- 燃えよ!ピンポン Balls of Fury (2007)
- ベルベット・スパイダー Stiletto (2008)

### テレビドラマ
- 特捜刑事マイアミ・バイス Miami Vice (1986)
- ピケット・フェンス Picket Fences (1992-1995)
- HEY!レイモンド Everybody Loves Raymond (2000-2001)
- ザ・ソプラノズ 哀愁のマフィア The Sopranos (2000-2004)